# 알렉산다르 쿠콜
알렉산다르 쿠콜(세르비아어: Александар Кукољ, Aleksandar Kukolj, 1991년 9월 9일~)는 세르비아의 유도 선수이다. 2016년 하계 올림픽과 2020년 하계 올림픽에 참가했으며 세계 선수권 대회 은메달 1개, 유럽 선수권 대회 금메달 1개를 획득했다.